# Rhodopina
Rhodopina är ett släkte av skalbaggar. Rhodopina ingår i familjen långhorningar.

## Dottertaxa tillRhodopina, i alfabetisk ordning[1]
- Rhodopina albomaculata
- Rhodopina albomarmorata
- Rhodopina alboplagiata
- Rhodopina andrewesi
- Rhodopina assamana
- Rhodopina assamensis
- Rhodopina formosana
- Rhodopina fruhstorferi
- Rhodopina griseipes
- Rhodopina integripennis
- Rhodopina javana
- Rhodopina laevepunctata
- Rhodopina maculosa
- Rhodopina manipurensis
- Rhodopina meshimensis
- Rhodopina modica
- Rhodopina nasui
- Rhodopina nilghirica
- Rhodopina okinawensis
- Rhodopina okinoerabuana
- Rhodopina pahangensis
- Rhodopina paraseriata
- Rhodopina parassamensis
- Rhodopina pedongensis
- Rhodopina perakensis
- Rhodopina piperata
- Rhodopina pubera
- Rhodopina pubereoides
- Rhodopina quadrituberculata
- Rhodopina sakishimana
- Rhodopina seriata
- Rhodopina seriatoides
- Rhodopina similis
- Rhodopina subuniformis
- Rhodopina tonkinensis
- Rhodopina tuberculicollis
- Rhodopina tubericollis